# Brillante (1754)
El Brillante fue un navío de línea de la Real Armada Española, construido en los Reales Astilleros de Esteiro de Ferrol. Su nombre de advocación era San Dionisio.

## Construcción
Junto con sus 11 gemelos, fue autorizada su construcción el 15 de junio de 1752, su quilla fue puesta sobre la grada en 1752 y fue botado en 1754. Pertenecía a la serie conocida popularmente como los Doce Apóstoles o del Apostolado, construidos todos simultáneamente en los Reales Astilleros de Esteiro de Ferrol por el constructor británico Rooth, entre 1753 y 1755, por el método inglés o de Jorge Juan. Entró en servicio en 1754 con 68 cañones, al igual que todos los demás de la serie, aunque después llegó a portar 74 cañones.

## Historial

### Guerra de los Siete Años
A finales de marzo de 1760 se encontraba destinado en el departamento de Ferrol, al igual que cuando en diciembre de 1761 España entra en la Guerra de los Siete Años al lado de Francia, sin que se registren hechos destacables. 

### Tiempo de paz
Acabada la guerra de los Siete Años, desempeñó en 1764 una misión en la que entró en varios puertos del mar Báltico, Gran Bretaña y Francia. Pasó después a América, y regresó a la península desde Cartagena de Indias y La Habana en 1766, al mando del capitán de navío Miguel Gastón. 

### Guerra de Independencia de los Estados Unidos
A finales de junio de 1779, al declarar España la Guerra a Gran Bretaña en el contexto de la Guerra de Independencia de los Estados Unidos, se encontraba en Ferrol con la escuadra del teniente general Antonio de Arce. Zarpó de esta base para unirse a la escuadra francesa al mando de Orvilliers.
Posteriormente se unió a la escuadra española procedente de Cádiz que mandaba Luis de Córdova y Córdova, con la que participó en la primera campaña del Canal de la Mancha. Zarpó de Brest el 9 de noviembre con una escuadra de 16 navíos al mando de Luis de Córdova para regresar Cádiz. A su paso por Ferrol, el Brillante y otros tres navíos entraron en el puerto gallego para reparar sus averías. 
A mediados de marzo de 1780 zarpó de nuevo de Ferrol con rumbo a Cádiz con la escuadra de Anastasio Baranda, al mando del capitán de fragata Francisco Usatorres, para incorporarse a la escuadra del teniente general Luis de Córdova. 
Participó el 9 de agosto de 1780 en la captura de un gran convoy de aprovisionamiento británico. Tomó parte también en el bloqueo de Gibraltar, en la segunda campaña de Canal de la Mancha de 1781 y en la batalla del Cabo Espartel del 21 de octubre de 1782, donde cinco de sus tripulantes resultaron heridos. 
En abril de 1783, una vez finalizada la contienda, fue asignado al departamento de Cartagena bajo el mando del brigadier Ignacio Duque. 
Se incendió accidentalmente en 1790 mientras era carenado en Cartagena. Se concedió una pensión a los hijos de Pedro García, carpintero de ribera que perdió la vida al apagar el incendio.